# Flexenpas
De Flexenpas is een 1773 meter hoge bergpas in de Oostenrijkse deelstaat Vorarlberg. De pas verbindt het Lechtal bij Lech am Arlberg met het Klostertal bij Stuben, waar ook de Arlbergpas vanuit St. Anton in Tirol eindigt. Over de Flexenpas loopt de Lechtal Straße (B 198, Reutte – Stuben). Het maximale stijgingspercentage op deze weg bedraagt 10%.

## Geschiedenis
Uit de vondst van een aks uit de bronstijd bij de bouw van de weg tussen Zürs en Stutz blijkt dat de weg al in vroeger tijden werd gebruikt. In de Middeleeuwen wordt de pas belangrijker. Uit deze periode stamt ook een eerste verharde weg, die vanaf de 15e eeuw als Rijksweg wordt betiteld. De voornamelijk regionaal gebruikte weg stond echter altijd in de schaduw van de Arlbergpas.

## De huidige weg
De behoefte naar de huidige weg ontstond direct na de opening van de Arlbergspoorlijn in het jaar 1884. Het eerste ontwerp was van Paul Ilmer. Op 3 augustus 1895 werd onder supervisie van Johann Bertolini met de bouw van de Flexenweg begonnen, tussen Stuben over de Flexenpas naar Lech en Warth begonnen.
Op 11 oktober 1897 werd het eerste deel van de nieuwe verbinding tot de pashoogte feestelijk geopend. Op de plek van de oude weg met zijn vele haarspeldbochten (Flexen) westelijk van Stuben werd, vanwege het grote lawinegevaar, van het tracé afgeweken en een nieuwe route in de rotsen aangelegd. De eerste lawinegalarijen ontstonden, met bijbehorende tunnel en brug, over de Hölltobel. De breedte van de weg is hier slechts drie meter. In 1909 was de verbinding klaar tot aan het Tiroler Lechtal.
De Flexenweg werd in 1933 tot rijksweg verklaard en sinds 1936 wordt de weg in de winter regelmatig geruimd en berijdbaar gehouden. Tot dan was het vrij normaal dat de weg pas tegen de Pinksteren sneeuwvrij gemaakt wordt. Dankzij het Marshallplan en de bijbehorende middelen, vond vanaf 1948 een verbetering van lawinebestrijding plaats.

## Tunnelplannen
In 2000 werden plannen voor een Flexen-Basistunnel van Stuben naar Zürs bekendgemaakt, met het doel een winterveilige toegang via Langen naar Lech. De tunnel zou dan van Stuben naar Monzabon-Alpe voeren en daarmee Zürs autovrij maken. De plannen belandden echter in 2002 in de koelkast vanwege de financiering van het project.

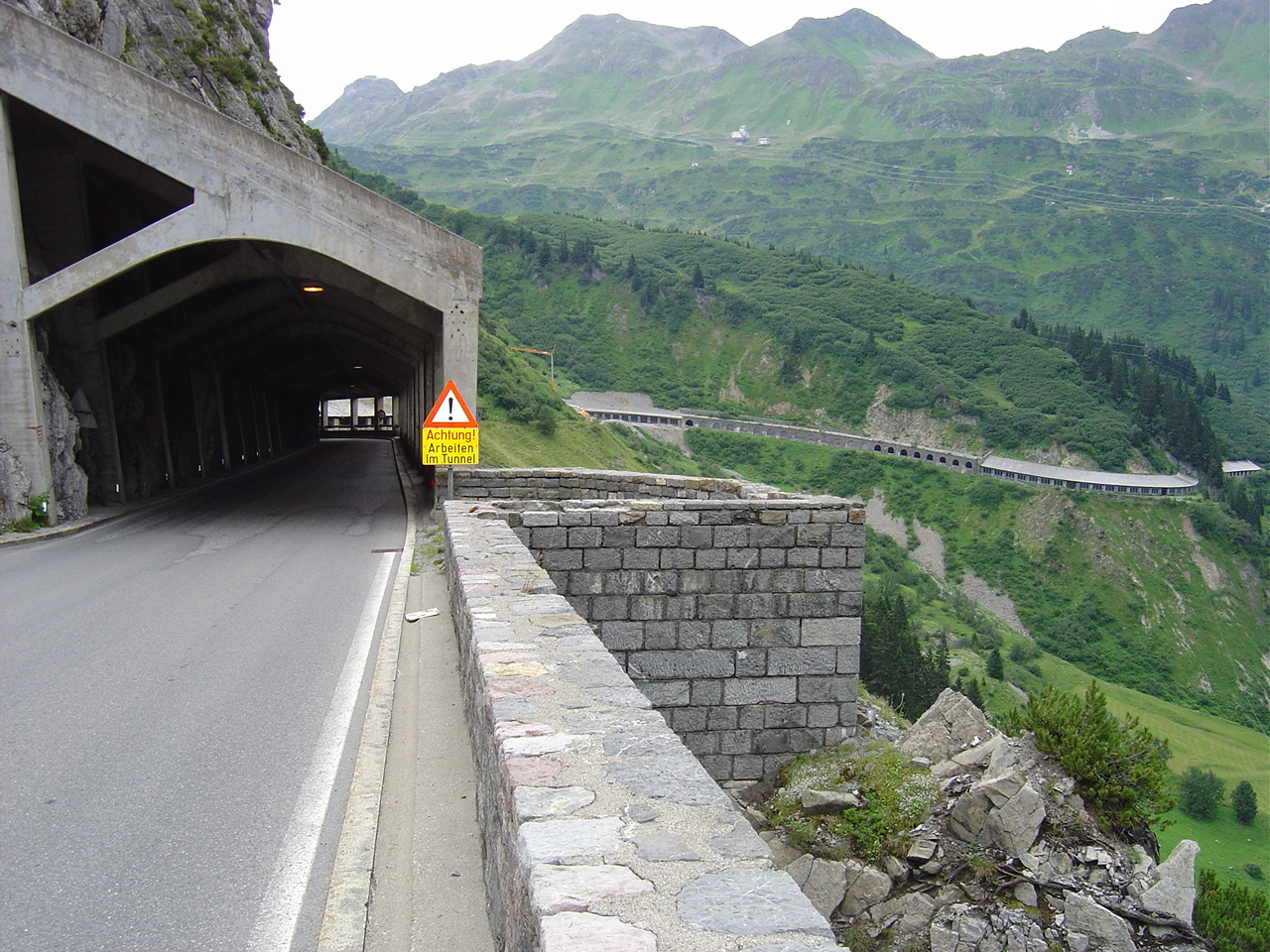
Galerijen op de Flexenpas, richting Arlbergpas.

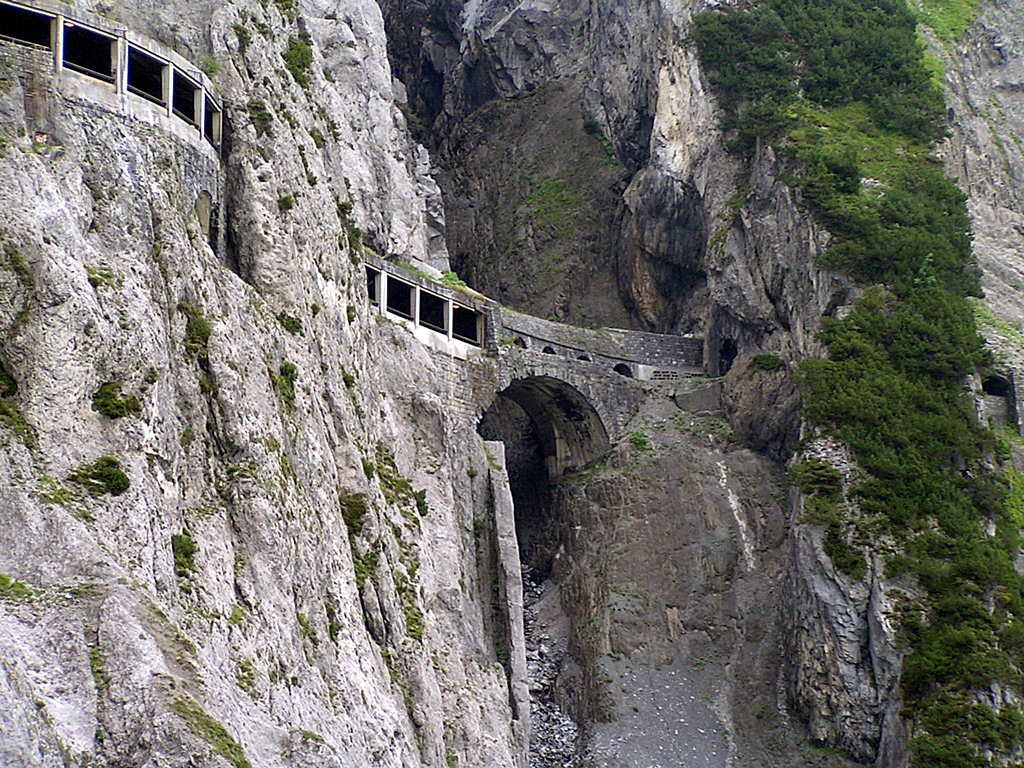
Flexenpassstraße

Arlberg · Bielerhöhe · Brenner · Fern · Flexen · Gerlos · Großglockner · Hahntennjoch · Katschberg · Kühtai · Pfitscherjoch · Plöcken · Radstädter Tauern · Reschen · Seefeld · Sölk · Staller Sattel · Timmelsjoch · Triebener Tauern · Turracherhöhe · Zeinis